# Vesløsgård
Vesløsgård var en herregård på Hannæs. Den kendes fra skriftlige kilder fra 1348, hvor den var i slægten Globs besiddelse. På baggrund af flere undersøgelser antager man, at voldstedet Helledis stammer fra slutningen af 1200-tallet. Gården blev nedbrudt i 1912.

## Ejere
- (Senest 1348-c. 1475) Slægten Glob. Mogens Pedersen Glob blev sidste ejer af denne slægt.
- (c. 1475-1483) Morten Krabbe, gift med Karen Mogensdatter Glob, der var datter af forrige ejer.
- (1483-c. 1540) Mikkel Mortensen Krabbe, søn af forrige ejer.
- (c. 1540-c. 1580) Lukas Mikkelsen Krabbe, søn af forrige ejer.
- (c. 1580-1626) Niels Kjeldsen Krabbe, forrige ejers nevø.
- (1626-1651) Palle Rosenkrantz, gift anden gang med Ingeborg Nielsdatter Krabbe, datter af forrige ejer.
- (1651) Børge Pallesen Rosenkrantz, forrige ejers søn. Han måtte dele godset for at tilfredsstille forældrenes mange kreditorer.
- (1651-c.1670) Forskellige ejere. I løbet af 1660'erne reduceres antallet af parthavere dog betydeligt og i 1667 nævnes blot de to enker Maren Nielsdatter og Maren Sørensdatter, samt deres sønner, Niels Kjeldsen og Niels Poulsen Holst henholdsvis.
- (c. 1670-1680) Niels Kjeldsen, søn af Kjeld Nielsen og Maren Nielsdatter, den forrige ejer.
- (1680-1681) Laurids Jensen Koch, gift med Anne Sørensdatter Guldager, og Peder Sørensen Guldager, herredsfoged i Onsild. Sidstnævnte to var kusine og fætter til den forrige ejer.
- (1681-1689) Laurids Jensen Koch.
- (1689-1702) Erich Zacharias von Kahlen.
- (1702-1731) Enevold Nielsen Berregaard.
- (1731-1750) Christian Berregaard.
- (1750-1769) Villum Berregaard.
- (1769-1804) Frederik Berregaard.
- (1804-c. 1807) Christopher Quist.
- (c. 1807-1845) Casper Peter Svinth.
- (1835-1854) Peder Lassen Kjærulff, gift med Elisabeth Sofie Magdalene Svinth, forrige ejers uægte datter.
- (1854-1871) Elisabeth Sofie Magdalene Kjærulff, f. Svinth.
- (1871-1876) Jacob Nørgaard.
- (1876-1907) Christian Jensen Nørgaard, søn af forrige ejer.
- (1907-1910) Carl Andreas Nørgaard, søn af forrige ejer.
- (1910-1912) Han Herredernes Udstykningsforening.